# Manuel Pers i Fontanals
Manuel Pers i Fontanals (Vilanova i la Geltrú, segle xix - Barcelona, 1875) fou un advocat i escriptor català.

## Publicacions
- 1836 -Reseña histórica de la aristocracia española desde la invasión de los godos hasta 1830
- 1841 - Memoria sobre la organización de la milicia en Barcelona
- 1844 - Código social o sea eco de la moral de las naciones antiguas y modernas